# Южное кладбище (Пермь)
Южное кладбище расположено в Свердловском районе города Перми, между рекой Егошихой и  бульваром Гагарина, заезд с Южной дамбы. Площадь кладбища — 48 га.
Первые захоронения на этой территории датируются началом  двадцатого века. В этот период  на юго-восточной окраине города между рекой Егошихой и безымянным ручьём возникло Александровское кладбище.
В 30-х — 40-х годах XX века в этой части Перми хоронили рабочих моторостроительного завода № 19 им. И. В. Сталина. Там же располагалось «инфекционное кладбище», на котором производились захоронения немецких военнопленных, умерших от туберкулёза. 
Стало общегородским в конце 1960-х годов.
Аллея № 7, где похоронены учёные, общественные и советские деятели города, является памятником истории регионального значения.
Территория кладбища разбита на 37 кварталов, без номеров — детское и еврейское кладбища.

## Похороненные на кладбище
- Давыдычев, Лев Иванович
- Екубенко, Юрий Фёдорович